# Port Saint-Landry
Le port Saint-Landry est un ancien port de Paris situé quartier de la Cité, dans l'île de la Cité.

## Origine du nom
Il doit son nom à la proximité d'une ancienne chapelle devenue église Saint-Landry au XIIe siècle et où étaient abrités, depuis le IXe siècle les reliques de Landry de Paris († v. 656), ancien évêque de Paris.

## Situation
Au XIIe siècle, ce port se trouvait à l’extrémité est de la rue Saint-Landry (rue des Ursins depuis 1881). À partir de 1795, il fait partie de l'ancien 9e arrondissement puis, à partir de 1860, du 1er arrondissement dans le quartier du Cloître Notre-Dame.

## Histoire

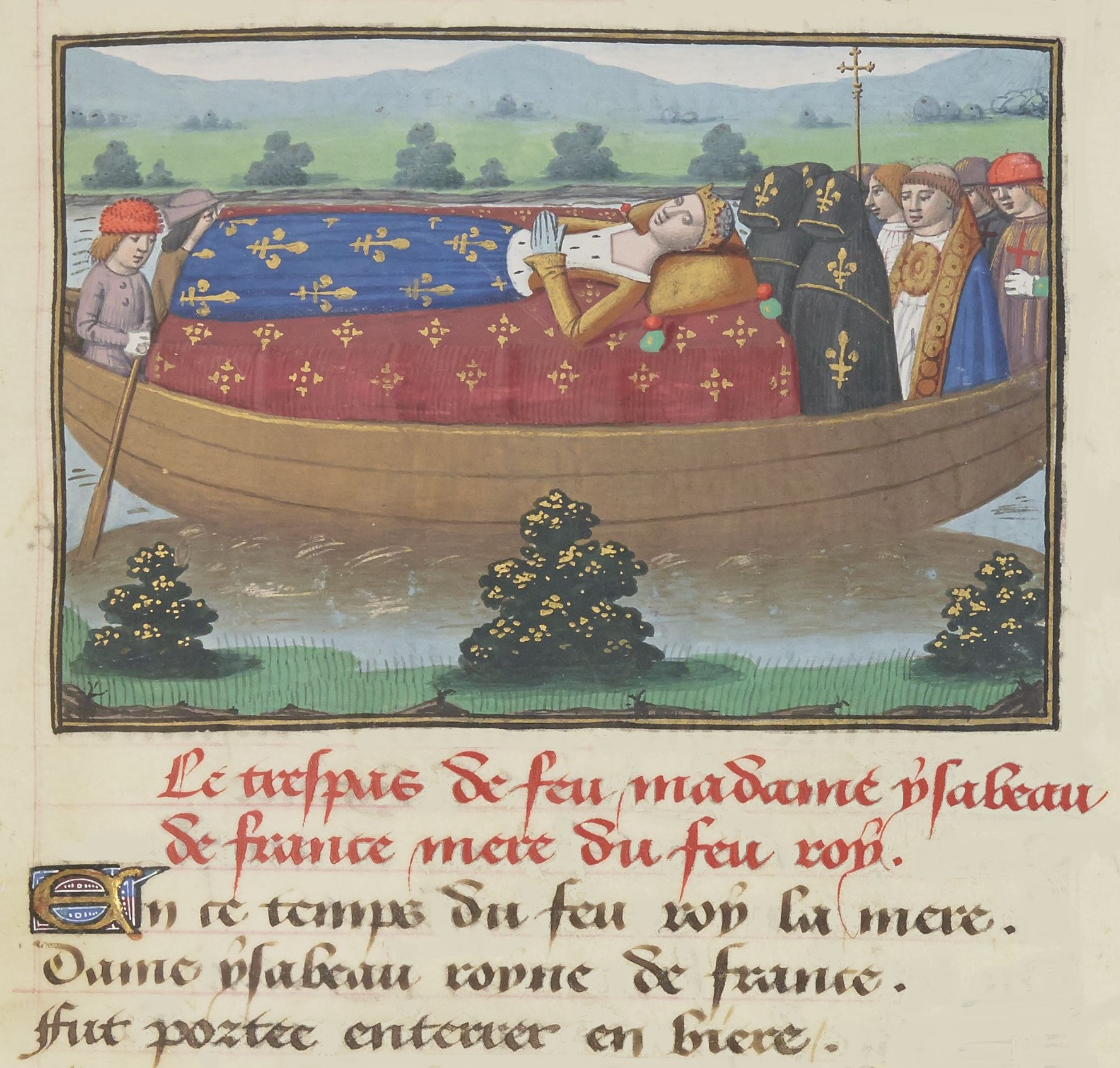
La barque contenant le cercueil d'Isabeau de Bavière.

Anciennement « port Notre-Dame », il est cité par Guillot de Paris dans Le Dit des rues de Paris (composé vers 1280-1300) sous la forme « port Saint-Landri ».
C'était le seul endroit où l'on pouvait aborder les jardins des chanoines du Cloître Notre-Dame et l'arrière des maisons de la rue des Ursins s'étendant jusqu'à la Seine. Le chapitre de Notre-Dame y eut son échelle de justice jusqu'en 1410.
C'est de ce port que le cercueil contenant le corps d'Isabeau de Bavière († 1435), femme de Charles VI, posé dans une barque navigua de nuit dans la plus grande discrétion jusqu'à Saint-Denis en suivant les courbes de la Seine.
Au début du XVIIe siècle, il se nomme aussi « quai des Ormes Blondei » ; il était alors entre la rue des Chantres et la rue de la Colombe.
La suppression du port Saint-Landry a été décidée en 1804 dans le cadre du projet de construction du quai Napoléon (quai aux Fleurs depuis 1879).